# Sindicato Pide
El Sindicato PIDE es una organización sindical asamblearia cuyo objetivo es representar y defender los intereses de los trabajadores de la enseñanza pública no universitaria en la región de Extremadura, España. Este sindicato fue fundado en 1999. 
Actualmente el Sindicato PIDE es miembro de la FID (Federación Independiente de Docentes) junto a INSUCAN (Sindicato Docente de Canarias) y también es integrante de la confederación sindical CID (Confederación Independiente de Docentes), formada junto a otros sindicatos independientes para la defensa del colectivo docente, interinos y fijos, en otras regiones de España: INSUCAN (Sindicato Docente de Canarias), SIDI (Sindicato Independiente de Docentes de Murcia) y SADI (Federación de Sindicatos Andaluces de Docentes Interinos).
El Sindicato PIDE cuenta con siete sedes, ubicadas en Cáceres, Badajoz, Mérida, Plasencia, Coria, Don Benito, Zafra y Navalmoral de la mata.

## Objetivos
Entre los objetivos fundamentales del Sindicato PIDE se encuentra tanto la estabilidad laboral del docente interino, como la defensa y mejora de las condiciones laborales del funcionario docente de carrera (lo que constituye, en definitiva, la defensa general del funcionario docente, ya sea este interino o fijo), el incremento de las plantillas, la transparencia y la no politización en las actuaciones de la Administración Educativa Pública, así como la creación de un estatuto docente y dedicación del 7% del PIB extremeño a educación. 
Además pretende la implantación indefinida de la jubilación anticipada y la formación docente en horario laboral. Exige distribución equitativa de alumnos de integración e inmigrantes entre centros públicos y concertados, mientras estos últimos sigan dependiendo subsidiariamente de la Junta de Extremadura. Por otro lado plantea una mejora de las condiciones laborales y de las instalaciones de los centros a través de actuaciones y propuestas ante los Comités Provinciales de Riesgos Laborales y en los plenos celebrados a nivel autonómico.

## Actuaciones
- Publicación de la "Revista INÉDITA de Educación".[3][4][5][6]
- Huelgas, manifestaciones y concentraciones reivindicando, entre otras cosas, mejoras en las condiciones laborales, retributivas y profesionales del profesorado.[7]
- Actuaciones ante tribunales de justicia: contenciosos administrativos, demanda del cobro del complemento de formación (sexenios) para interinos en el Tribunal Superior de Extremadura[8] y en el Tribunal Supremo en Madrid,[9] etc.
- Campañas reivindicativas y divulgativas.[10]
- Recogida de firmas para apoyar diferentes iniciativas docentes.[11]
- Solicitudes, por registro, en las diferentes direcciones generales y delegaciones provinciales reclamando mejoras laborales para los docentes.
- Implantación de cobertura legal a las actuaciones docentes.
- Participación en las mesas técnicas de negociación defendiendo temas diversos: mejora de las condiciones laborales del profesorado, plantillas, concursos de traslados, convocatoria de oposiciones… etc.
- Determinación de competencias en materia de seguridad y salud laboral ante el Servicio de Salud y Riesgos Laborales de Centros Educativos.

## Sexenios
El 22  de  octubre de 2012 el Sindicato PIDE gana en el Tribunal Supremo los sexenios para los docentes interinos extremeños. El Tribunal Supremo de Madrid falló a favor del Sindicato  PIDE  al  desestimar  el  Recurso  de Casación que el servicio jurídico de la Junta de Extremadura interpuso ante el Tribunal Supremo, paralizando las  extensiones de sentencias  estimatorias  del  complemento  de  formación  solicitadas  por  los  docentes interinos  de  Extremadura,  el  Juzgado  de  Mérida  procedió a  conceder  dichas extensiones  pagando  con carácter retroactivo a los demandantes sus derechos económicos devengados de los sexenios reconocidos en los últimos 5 años.

## Formación
El Sindicato PIDE ha ofertado a todos sus afiliados, desde el año 2004, cursos de formación homologados por la Consejería de Educación de Extremadura, ofreciendo un curso gratuito a los afiliados cada año lectivo . Actualmente trabajan con una plataforma propia .
Entre las actividades que el Sindicato PIDE propone a sus afiliados está la del concurso fotográfico "Maestro Zenón Garrido" vigente desde el 2005, con el propósito de denunciar el mal estado de los centros educativos de la comunidad autónoma de Extremadura.

## Destino de las subvenciones
La totalidad de las aportaciones de la Junta de Extremadura a este sindicato son donadas a ONGs y a otras obras altruistas.

## Congresos
Con motivo del 10º, 15º y 20º aniversario del Sindicato PIDE se celebraron los congresos. El I Congreso Nacional "Educación y Sociedad Extremeñas" los días 6 y 7 de noviembre de 2009 en Cáceres, en el Complejo Cultural San Francisco. El II Congreso Internacional “La Educación como solución de futuro” los días 17 y 18 de octubre de 2014 en Badajoz. El III Congreso Internacional "La educación del siglo XXI. Entre la realidad y el deseo". los días 19 y 20 de octubre de 2018 en Mérida. El IV Congreso Internacional "Educación Pública: Desde la razón y el corazón" en Cáceres.  
El objetivo general de los congresos fue promover y fomentar el intercambio de conocimientos y experiencias de los profesionales en el campo de la Educación y más concretamente en el ámbito regional extremeño.

## Organización
El Comité Ejecutivo del Sindicato PIDE está compuesto por presidente, vicepresidente, secretario, vicesecretario, tesorero y vicetesorero renovando los cargos en las elecciones del 26 de febrero del 2011, en las del 26 de marzo de 2015,  en las del 27 de febrero de 2019 y el 29 de marzo de 2023, siendo actualmente las siguientes personas:
- Presidente: José Manuel Chapado Regidor.
- Vicepresidente: Alfredo Aranda Platero.
- Secretario: José Antonio Romo Gutiérrez.
- Vicesecretaria: Helena Flores González
- Tesorero: Víctor Manuel León Batalla.
- Vicetesorero: Carlos Baz Terrón

El Sindicato PIDE publica dos boletines, uno de carácter digital y otro en formato impreso. La página web del sindicato ha sobrepasado los 30.000.000 de visitas en 24 años (a fecha 14-nov.-2023), facilitando un foro abierto  y siendo la web educativa con más visitas de Europa. 